# DANCEROID
DANCEROID是日本女子舞蹈組合，於2009年10月22日組成，隸屬於Beautiful Group。2014年7月26日因與經紀公司合約到期而解散。

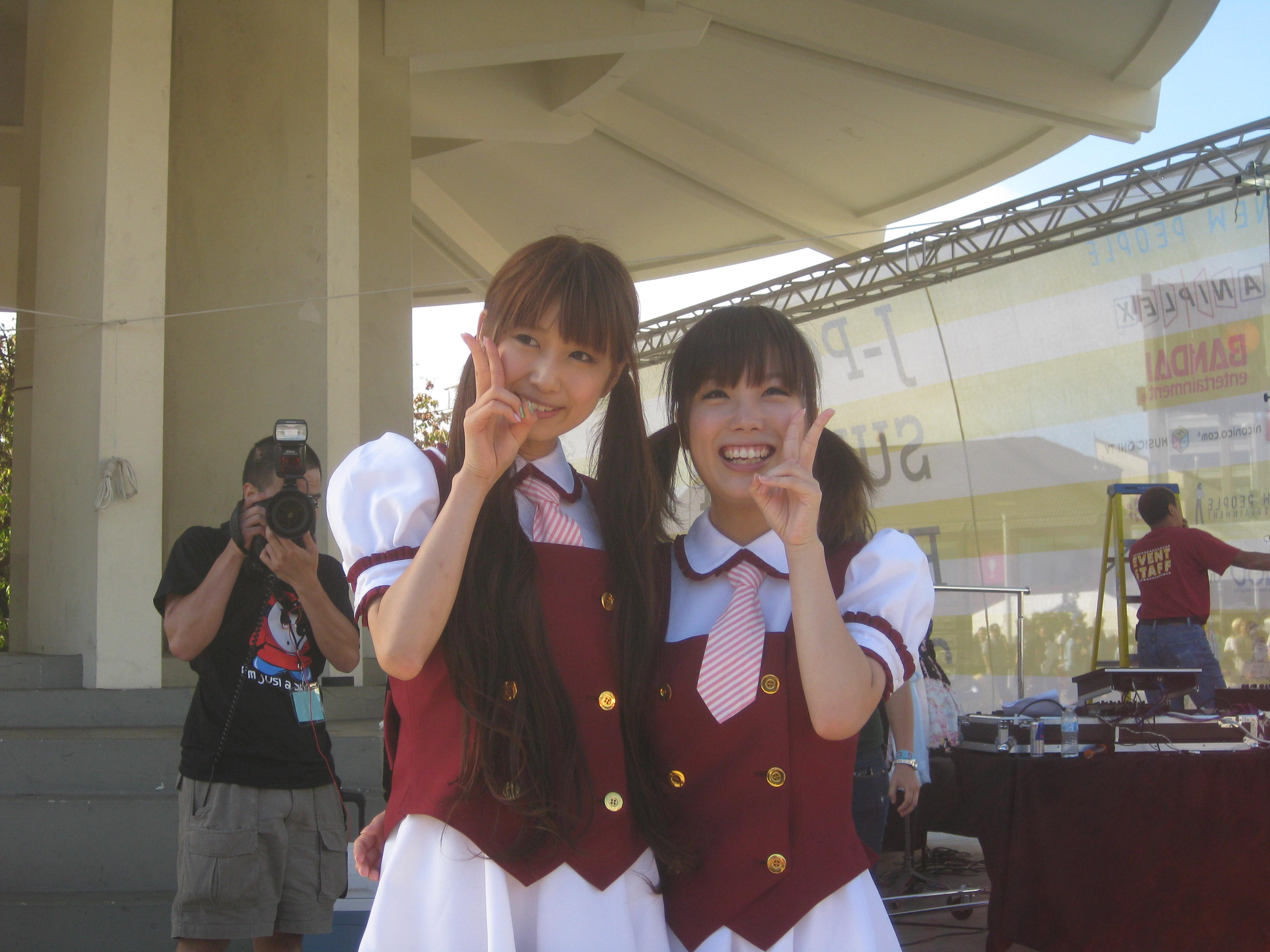
Danceroid出席J-Pop Summit Festival 2011

## 經歷
2009年10月22日，愛川梢（愛川こずえ）、鼻血姬（いとくとら）和Minka Lee（ミンカ·リー），在NICONICO生放送中宣布組成舞蹈組合DANCEROID。組合所屬事務所為heartfull-entertainment。三位成員均是在NICONICO動畫中頗具人氣的網絡偶像。2010年1月10日，DVD“DANCEROID”及官方物品開始發賣。2010年4月17日，在「DANCEROID FES!! vol.1」演出結束後，成員Minka Lee從DANCEROID畢業。2010年9月11日，在「DANCEROID新メンバーオーディション最終審查」之中，從六位候選人中選出的三位：柚姫、COCO、Maam，與愛川梢和鼻血姬一起，組成了5人體制的新DANCEROID，隊長是鼻血姬。2011年，Minka Lee和COCO正式離開DANCEROID。
2012年4月至6月之間，愛川梢在超級戰隊的戲仿作品《非公認戰隊秋葉原連者》之中，她的角色為「三田KozuKozu」。鼻血姬也在該作品的某一集演出。
2012年6月3日，愛川梢在東京發表了將從DANCEROID畢業的消息。同年9月，愛川梢已正式離開DANCEROID。
2012年11月17日，本宮麻里繪（Motomiya Marie）、Yakko、Manako和Satsuki勝出選舉而成為DANCEROID第三代成員。該隊的成員人數已增加至七人。
2013年4月27日，DANCEROID在iTunes Store推出了她們首張單曲「Dancing Day，Dancing Night」。
2014年7月26日，DANCEROID在Danceroid Party Vol.07後解散，成員作個人發展。

## 成員

### 過往
- 鼻血姬（いとくとら、1989年8月28日－）（2009年－2014年7月26日）：隊長[6]
- Maam（まぁむ、1989年12月9日－）（2011年－2014年7月26日）[7]
- 柚姫（1991年7月18日－）（2011年－2014年7月26日）[8]
- 本宮麻里繪（1991年4月26日－）（2012年－2014年7月26日）[9]
- Yakko（やっこ、1995年9月28日－）（2012年－2014年7月26日）[10]
- Manako（まなこ、1996年3月3日－）（2012年－2014年7月26日）[11]
- Satsuki（さつき、1994年10月16日－）（2012年－2014年7月26日）[12]
- Minka Lee（ミンカ・リー、11月11日－）（2009年－2011年）
- COCO（ここ、2月14日－）（2010年－2011年）
- 愛川梢（愛川 こずえ、1991年10月25日－）（2009年－2012年）

## 音樂作品

### DVD
- DANCEROID 1st DVD（2009年12月29日）
- DANCEROID 2nd DVD（2011年4月16日）
- DANCEROID 3rd DVD（2011年4月16日）
- DANCEROID LIVE DVD～Girls Be Ambitious!～（2012年6月3日）

### CD
- DANCEROID -Official Sound track-（2011年4月16日）

### 單曲
- Dancing Day，Dancing Night（2013年4月27日）

### 精選專輯
- ANIME HOUSE BEST MIX feat.DANCEROID（2010年11月24日）

## 演出作品

### 電視節目
- はなまるマーケット（2010年）
- 非公認戰隊秋葉原連者（2012年） - 愛川梢及鼻血姬

## 外部連結
- 官方网站 （日語）
- DANCEROID OFFICIAL SHOP（页面存档备份，存于） （日語）
- NICONICO動畫的DANCEROID官方網站（页面存档备份，存于） （日語）
- Danceroid Wiki - Wikia（页面存档备份，存于） （英文）
- YouTube上的DANCEROID頻道
- DANCEROID的X（前Twitter）